# گارو: ماکای نو هانا
گارو: ماکای نو هانا (انگلیسی: Garo: Makai no Hana) یک درام تلویزیونی ژاپنی توکوساتسو محصول ۲۰۱۴ است.